# Masahiro Wada
Masahiro Wada (født 21. januar 1965) er en tidligere japansk fodboldspiller og træner.
Han har spillet for flere forskellige klubber i sin karriere, herunder Gamba Osaka og Vissel Kobe.
Han har tidligere trænet Vissel Kobe og Kyoto Sanga FC.